# 松原誠 (国土交通技官)
松原 誠（まつばら まこと、1966年〈昭和41年〉9月 - ）は、日本の建設・国土交通技官。国土交通省大臣官房上下水道審議官。水管理・国土保全局下水道部長、北陸地方整備局河川部長などを歴任した。

## 経歴・人物
新潟県加茂市出身。新潟県立三条高等学校、京都大学工学部を経て、京都大学大学院工学研究科衛生工学専攻修了し、1991年（平成3年）4月、建設省（現国土交通省）入省。下水道部下水道事業課町村下水道対策官、堺市上下水道局管理監、下水道企画課下水道事業調整官を経て、2018年7月、北陸地方整備局河川部長に就任。
2019年（令和元年）7月、国土交通省水管理・国土保全局下水道部下水道事業課長に就任。
2022年（令和4年）6月、植松龍二の後任として国土交通省水管理・国土保全局下水道部長に就任。水道行政を国土交通省と環境省へ移管する事務対応や下水処理の過程で出る汚泥を農業向けの肥料として活用するための検討を行った。
2024年（令和6年）4月1日、国土交通省大臣官房上下水道審議官に就任。